# Verkiezingen voor het Europees Parlement 2019/Kandidatenlijst/vandeRegio & Piratenpartij
De kandidatenlijst voor de Europese Parlementsverkiezingen 2019 van de lijst vandeRegio & Piratenpartij (lijstnummer 15) is na controle door de Kiesraad als volgt vastgesteld:
1. Wierda S.G. (Sent) (m), Apeldoorn
2. Aarad A. (Ahmed) (m), 's-Gravenhage
3. Linnenbank A.C. (André) (m), Zaandam
4. Sweenen J.A. (John) (m), Kootwijkerbroek
5. Abendroth A.M. (Astrid) (v), Amsterdam
6. Maassen K. (Karim) (m), Maastricht
7. Van Oudheusden L.J. (Leo) (m), Amsterdam
8. Wienbelt M.C. (Maarten) (m), Oosterbeek
9. Van Tulder D.G. (Daniel) (m), Nijmegen
10. Huigens A.F.J. (Antoon) (m), Apeldoorn
11. Orsel A. (Rianne) (v), Nieuwe Pekela
12. De Bruijn A. (Anne) (m), Hellevoetsluis
13. Mijling H. (Rakesh) (m), Amsterdam
14. Werner D.R. (Danny) (m), Amsterdam
15. Van Nes T. (Teunis) (m), Kloetinge
16. Weening T. (Tim) (m), 's-Gravenhage
17. Chaudry K.A. (Khalid) (m), 's-Gravenhage
18. Best J.G.P. (Jan) (m), Baarn
19. Kleinpaste G.J. (Gertjan) (m), Dordrecht
20. Pontier M.A. (Matthijs) (m), Amsterdam

Democraten 66 (D66) ·
CDA-Europese Volkspartij · 
PVV (Partij voor de Vrijheid) ·
VVD · 
SP (Socialistische Partij) ·
P.v.d.A./Europese Sociaaldemocraten ·
ChristenUnie-SGP ·
GROENLINKS ·
Partij voor de Dieren ·
50PLUS ·
JEZUS LEEFT ·
DENK ·
De Groenen ·
Forum voor Democratie ·
vandeRegio & Piratenpartij ·
Volt Nederland